# شو كوماجاي
شو كوماجاي (باليابانية: 熊谷 駿) (7 أغسطس 1996 في سنداي في اليابان – )؛ هو لاعب كرة قدم ياباني سابق كان يلعب كمدافع.

## وصلات خارجية
- شو كوماجاي على موقع رابطة كرة القدم اليابانية للمحترفين (اليابانية)
- شو كوماجاي على موقع قاعدة بيانات كرة القدم.إي يو (الإنجليزية)
- شو كوماجاي على موقع Soccerway.com (الإنجليزية)
- شو كوماجاي على موقع عالم كرة القدم.نت (الإنجليزية)
- شو كوماجاي على موقع كووورة